# James Arthur (matemático)
James Greig Arthur (nacido en 1944) es un matemático canadiense reconocido por sus contribuciones fundamentales a la teoría de números y las formas automórficas, especialmente por su generalización de la fórmula del trazo de Selberg. Es profesor emérito en la Universidad de Toronto y miembro de la Royal Society of Canada.

## Biografía
Arthur se doctoró en 1970 en la Universidad Yale bajo la dirección de Robert Langlands, creador del programa de Langlands. Sus investigaciones se centran en la conexión entre formas automórficas y teoría de representaciones, extendiendo el trabajo de Langlands.

## Contribuciones matemáticas
Entre sus aportes más destacados se encuentran:
- La fórmula del trazo de Arthur-Selberg, una herramienta clave en la teoría de formas automórficas.
- El desarrollo de la teoría de grupos reductivos sobre campos globales.
- Contribuciones fundamentales al programa de Langlands, especialmente en la estabilización de la fórmula del trazo.

## Premios y reconocimientos
En 2015, Arthur fue galardonado con el Premio Wolf en Matemáticas por sus "contribuciones monumentales a la teoría de las formas automórficas, incluyendo la fórmula del trazo y su estabilización".
Otros reconocimientos incluyen:
- Premio Jeffery-Williams (1999)
- Orden de Canadá (2012)
- Miembro de la Royal Society of Canada y la Academia Nacional de Ciencias de Estados Unidos

## Publicaciones destacadas
- The Trace Formula and Hecke Operators (1981)
- The Endoscopic Classification of Representations: Orthogonal and Symplectic Groups (2013)
- Automorphic Representations and L-Functions (ed., 2013)